# Honoré d'Urfé
Honoré d'Urfé, född 11 februari 1568 i Marseille, Frankrike, död 1 juni 1625 i Villefranche-sur-Mer, var en fransk författare.

## Biografi
Honoré d'Urfé tillhörde under religionskrigen det katolska partiet, som kämpade mot protestantismen och Henrik av Navarras tronföljd. Han blev utnämnd till generallöjtnant av hertigen av Nemours och förvaltade denna utmärkelse genom mod och tapperhet. Slutligen, 1595, föll han i fiendens händer, men blev efter några månaders fångenskap frigiven, varefter han utträdde ur den katolska ligan och sökte sin tillflykt vid det savojiska hovet, vars hertig var en släkting till hans mor.
Under fängelsetiden läste han Pierre de Ronsard, Petrarca och framför allt Jorge de Montemayors Diana enamorada och Torquato Tassos Aminta.
Han bosatte sig senare i trakten av Nice, där han skrev det verk som han blev känd för, herderomanen L'Astrée. De första delarna av romanen gavs ut 1617-1619 och de sista 1627.
L'Astrée liknade de spanska och italienska herdedikterna och dess främsta förebild var Montemayors Diana enamorada. Urfé valde dock en kvasihistorisk ram för de händelser han berättade, merovingernas tid, och försökte att ge mer realitet åt de kärleksskildringar som förekom i den tidens romandikter. Romanen blev mycket populär även utanför Frankrike.
Urfé skrev även en samling moralfilosofiska uppsatser, exempelvis Épistres morales (1598), samt några poetiska stycken, däribland La Sireine (1611) och La Sylvanìre ou la morte rire, fable bocagère (1625).
Honoré's bror Anne, comte d'Urfé, gifte sig 1571 med Diane de Châteaumorand, men äktenskapet annullerades 1598 av påve Clemens VIII. Anne d'Urfé förordnades ett prästerskap 1603 och avled 1621 då han var domprost i Montbrison.
Diane hade en stor förmögenhet och för att undvika att den beslagtogs från d'Urféfamiljen så gifte sig Honoré med henne 1600. Äktenskapet var olyckligt och han levde åtskild från sin fru på gården i Savojen där han arbetade som kammarherre.
Honoré d'Urfé avled av de skador han ådrog sig då han föll av sin häst i Villafranca under en kampanj mot genoveserna.